# Сенин, Григорий Николаевич
 Григо́рий Никола́евич Се́нин (р. 1957) — российский государственный деятель, депутат Государственной Думы Федерального Собрания РФ второго и третьего созывов (1995—2003)

## Биография
Родился 28 апреля 1957 года в посёлке Прикалаусский Петровского района Ставропольского края в семье сельских учителей, русский.
В 1979 окончил Московский лесотехнический институт.
1979—1980 мастер транспортного цеха производственного деревообрабатывающего объединения «Апшеронск».
1980—1982 — Служба в СА.
В 1982—1995 работал в производственном мебельно-деревообрабатывающем объединении «Дружба»: мастер участка, начальник цеха АО "Майкоплеспроммебель «Дружба» (Майкоп).
В декабре 1993 года баллотировался в Государственную Думу I созыва, занял второе место, набрав 19,7 % голосов и уступив В. П. Ледневу.
1995—1999 годах депутат Государственной Думы РФ второго созыва.
1999—2003 депутат Государственной Думы РФ третьего созыва. В Государственной Думе в январе 2000 вошёл в Агропромышленную депутатскую группу. С 26 января 2000 года — член Комитета Государственной Думы по промышленности, строительству и наукоемким технологиям.
Второй секретарь Адыгейского республиканского комитета КПРФ
2006—2011 депутат Государственного Совета-Хасэ Республики Адыгея 4 созыва
Женат. Имеет двоих детей.

## Награды и звания
- Почётная грамота Государственной Думы Федерального Собрания Российской Федерации
- Почётная грамота Государственного Совета — Хасэ Республики Адыгея.
- Памятный знак «МПА СНГ. 25 лет» (12 апреля 2018 года) — за содействие в деятельности Межпарламентской Ассамблеи и её органов[2].